# Tonawanda (poble de Nova York)
Tonawanda és un poble del Comtat d'Erie (Nova York) als Estats Units d'Amèrica.

## Demografia
Segons el cens dels Estats Units del 2000 Tonawanda tenia 78.155 habitants, 33.278 habitatges, i 21.164 famílies. La densitat de població era de 1.605,1 habitants per km².
Dels 33.278 habitatges en un 26,8% hi vivien nens de menys de 18 anys, en un 49,9% hi vivien parelles casades, en un 10,6% dones solteres, i en un 36,4% no eren unitats familiars. En el 31,8% dels habitatges hi vivien persones soles el 15,4% de les quals corresponia a persones de 65 anys o més que vivien soles. El nombre mitjà de persones vivint en cada habitatge era de 2,32 i el nombre mitjà de persones que vivien en cada família era de 2,95.
Per edats la població es repartia de la següent manera: un 21,9% tenia menys de 18 anys, un 7,2% entre 18 i 24, un 27,4% entre 25 i 44, un 22,6% de 45 a 60 i un 20,9% 65 anys o més.
L'edat mediana era de 41 anys. Per cada 100 dones de 18 o més anys hi havia 83,9 homes.
La renda mediana per habitatge era de 41.453 $ i la renda mediana per família de 51.416 $. Els homes tenien una renda mediana de 39.273 $ mentre que les dones 27.022 $. La renda per capita de la població era de 20.947 $. Entorn del 4,8% de les famílies i el 6,9% de la població estaven per davall del llindar de pobresa.

## Poblacions properes
El següent diagrama mostra les poblacions més properes.